# Siloam Springs Township
Siloam Springs Township est un ancien township du comté de Howell dans le Missouri, aux États-Unis,.
Le townhsip est baptisé en référence à la communauté de Siloam Springs (en).

## Source de la traduction
- (en) Cet article est partiellement ou en totalité issu de l’article de Wikipédia en anglais intitulé « Siloam Springs Township, Howell County, Missouri » (voir la liste des auteurs).